# Campionati del mondo di aquathlon del 2006
I Campionati del mondo di aquathlon del 2006 si sono tenuti a Losanna, Svizzera in data 30 agosto 2006.
Nella gara maschile ha vinto il britannico Richard Stannard, mentre in quella femminile la statunitense Sara McLarty.
La gara junior ha visto trionfare lo statunitense Gregory Billington e la britannica Jodie Stimpson.

## Risultati

### Élite uomini
| Pos. | Nome                 | Paese         | Corsa    | Nuoto    | Corsa    | Totale   |
| ---- | -------------------- | ------------- | -------- | -------- | -------- | -------- |
|      | Richard Stannard     | Regno Unito   | 00:00:00 | 00:11:31 | 00:15:30 | 00:27:59 |
|      | Chi Lee              | Hong Kong     | 00:00:00 | 00:11:33 | 00:15:27 | 00:28:03 |
|      | Ellice Clark         | Nuova Zelanda | 00:00:00 | 00:12:07 | 00:14:56 | 00:28:06 |
| 4    | Steffen Justus       | Germania      | 00:00:00 | 00:11:33 | 00:15:46 | 00:28:22 |
| 5    | Harry Wiltshire      | Regno Unito   | 00:00:00 | 00:11:30 | 00:16:02 | 00:28:30 |
| 6    | Matt Hopper          | Australia     | 00:00:00 | 00:11:30 | 00:16:09 | 00:28:40 |
| 7    | Joe Umphenour        | Stati Uniti   | 00:00:00 | 00:11:54 | 00:16:03 | 00:29:00 |
| 8    | Andrew Tarry         | Regno Unito   | 00:00:00 | 00:12:14 | 00:15:41 | 00:29:02 |
| 9    | Ben Pulham           | Nuova Zelanda | 00:00:00 | 00:12:30 | 00:15:38 | 00:29:12 |
| 10   | Clayton Fettell      | Australia     | 00:00:00 | 00:11:33 | 00:16:36 | 00:29:17 |
| 11   | Reto Waeffler        | Svizzera      | 00:00:00 | 00:12:27 | 00:16:33 | 00:30:00 |
| 12   | Virgilio De Castilho | Brasile       | 00:00:00 | 00:12:13 | 00:16:49 | 00:30:09 |
| 13   | Julien Gremaud       | Svizzera      | 00:00:00 | 00:12:09 | 00:17:46 | 00:31:02 |
| 14   | Lau Ching Yin Lemuel | Hong Kong     | 00:00:00 | 00:12:28 | 00:17:33 | 00:31:08 |
| 15   | Steven Worthington   | Regno Unito   | 00:00:00 | 00:13:33 | 00:16:47 | 00:31:22 |
| 16   | Clayton Payne        | Regno Unito   | 00:00:00 | 00:13:29 | 00:17:39 | 00:32:10 |

### Élite donne
| Pos. | Nome              | Paese         | Corsa    | Nuoto    | Corsa    | Totale   |
| ---- | ----------------- | ------------- | -------- | -------- | -------- | -------- |
|      | Sara McLarty      | Stati Uniti   | 00:00:00 | 00:11:32 | 00:18:12 | 00:30:49 |
|      | Eslpeth McGregor  | Canada        | 00:00:00 | 00:12:39 | 00:17:36 | 00:31:22 |
|      | Maria Barrett     | Regno Unito   | 00:00:00 | 00:13:09 | 00:17:42 | 00:32:10 |
| 4    | Carmel Hanly      | Nuova Zelanda | 00:00:00 | 00:13:46 | 00:17:23 | 00:32:17 |
| 5    | Emma Davis        | Irlanda       | 00:00:00 | 00:12:39 | 00:20:01 | 00:33:45 |
| 6    | Tania Mak So Ning | Hong Kong     | 00:00:00 | 00:13:48 | 00:19:16 | 00:34:15 |

### Junior Uomini
| Pos. | Nome                 | Paese       | Corsa    | Nuoto    | Corsa    | Totale   |
| ---- | -------------------- | ----------- | -------- | -------- | -------- | -------- |
|      | Gregory Billington   | Stati Uniti | 00:00:00 | 00:11:35 | 00:15:22 | 00:28:12 |
|      | Eder Mejia           | Messico     | 00:00:00 | 00:11:36 | 00:16:28 | 00:29:26 |
|      | Zachary Paris        | Stati Uniti | 00:00:00 | 00:12:04 | 00:16:49 | 00:30:14 |
| 4    | Kalani Rosell        | Stati Uniti | 00:00:00 | 00:12:26 | 00:17:19 | 00:30:52 |
| 5    | Alexandre Dallenbach | Svizzera    | 00:00:00 | 00:13:24 | 00:16:57 | 00:31:36 |
| 6    | Benoit Luthy         | Svizzera    | 00:00:00 | 00:13:27 | 00:18:09 | 00:32:39 |
| 7    | Jonas Canton         | Svizzera    | 00:00:00 | 00:13:54 | 00:22:23 | 00:37:30 |
| 8    | Christian Rayroud    | Svizzera    | 00:00:00 | 00:16:09 | 00:20:59 | 00:38:39 |

### Junior Donne
| Pos. | Nome           | Paese       | Corsa    | Nuoto    | Corsa    | Totale   |
| ---- | -------------- | ----------- | -------- | -------- | -------- | -------- |
|      | Jodie Stimpson | Regno Unito | 00:00:00 | 00:13:47 | 00:19:30 | 00:34:23 |
|      | Tayla Glover   | Sudafrica   | 00:00:00 | 00:14:22 | 00:19:38 | 00:35:06 |
|      | Jordan Lyons   | Stati Uniti | 00:00:00 | 00:14:32 | 00:22:34 | 00:38:46 |
| 4    | Vanessa Butty  | Svizzera    | 00:00:00 | 00:16:10 | 00:23:59 | 00:41:19 |

### Medagliere
| Pos. | Paese         | Oro | Argento | Bronzo |   |
| ---- | ------------- | --- | ------- | ------ | - |
| 1    | Stati Uniti   | 2   | 0       | 2      | 4 |
| 2    | Regno Unito   | 2   | 0       | 1      | 3 |
| 3    | Hong Kong     | 0   | 1       | 0      | 1 |
| 3    | Sudafrica     | 0   | 1       | 0      | 1 |
| 3    | Canada        | 0   | 1       | 0      | 1 |
| 3    | Messico       | 0   | 1       | 0      | 1 |
| 7    | Nuova Zelanda | 0   | 0       | 1      | 1 |